# Kuchnia (serial telewizyjny)
Kuchnia – polski serial komediowy telewizji Polsat z lat 2021–2022. Adaptacja rosyjskiego serialu Kuchnia na Maksa (2012–2016).

## Fabuła
Kucharz Maks (Patryk Cebulski) rozpoczyna pracę w restauracji Claude Monet specjalizującej się w kuchni francuskiej. Ekipą kucharzy zarządza wybuchowy szef kuchni Wiktor (Tomasz Karolak). Serial opowiada zawodowe i prywatne historie z życia osób pracujących w restauracji.

## Obsada
| Aktor                     | Rola                   | Okres występowania |
| ------------------------- | ---------------------- | ------------------ |
| Patryk Cebulski           | Maks Ławrowski         | serie 1–2          |
| Tomasz Karolak            | Wiktor Bojarski        | serie 1–2          |
| Maria Dębska              | Wiktoria Gonczar       | serie 1–2          |
| Eryk Lubos                | Borys Szulc            | serie 1–2          |
| Marta Żmuda Trzebiatowska | Helena Szparaga        | serie 1–2          |
| Marcin Bubółka            | Arek Ptak              | serie 1–2          |
| Andrzej Kłak              | Leszek Słowik          | serie 1–2          |
| Eryk Kulm                 | Igor Jurczenko         | serie 1–2          |
| Kamil Piotrowski          | Krzysztof Anioł        | serie 1–2          |
| Zulfiya Sadykova          | Nargis Sobirova        | serie 1–2          |
| Paulina Lasota            | Natalia Golonka        | serie 1–2          |
| Mateusz Deskiewicz        | Louis Benoit           | serie 1–2          |
| Julia Trojanowska         | Aleksandra Bubka       | serie 1–2          |
| Aleksandra Studniarczyk   | Angelina Samara        | serie 1–2          |
| Tomasz Ciachorowski       | właściciel restauracji | serie 1–2          |
| Marta Chodorowska         | Agata Bojarska         | serie 1–2          |
| Kamil Kula                | Damian                 | serie 1–2          |
| Sławomira Łozińska        | mama Leszka            | serie 1–2          |
| Joanna Opozda             | Nel Szulc              | serie 1–2          |
| Jarosław Boberek          | Stefan                 | seria 2.           |
| Michał Mikołajczak        | Valdy                  | seria 2.           |

## Spis serii
Uwaga: w przypadku pierwszej serii tabela zawiera informacje odnoszące się wyłącznie do pierwszej emisji telewizyjnej, nie uwzględniono w niej ewentualnych prapremier w serwisach internetowych (np. Polsat Box Go); w przypadku drugiej serii uwzględniono wyłącznie platformę jej pierwszej publikacji.
| Seria | Seria | Odcinki    | Sezon       | Premiera serii      | Finał serii      | Pora emisji          | Średnia oglądalność | Stacja/platforma |
| ----- | ----- | ---------- | ----------- | ------------------- | ---------------- | -------------------- | ------------------- | ---------------- |
|       | 1.    | 1–20 (20)  | jesień 2021 | 4 września 2021     | 6 listopada 2021 | sobota 20.05 i 20.35 | 662 tys.            | Polsat           |
|       | 2.    | 21–40 (20) | jesień 2022 | 5 października 2022 | 7 grudnia 2022   | środa                | bd.                 | Polsat Box Go    |

## Produkcja
Zdjęcia do serialu rozpoczęły się w lutym 2021 roku. W główne role wcielili się Tomasz Karolak, Patryk Cebulski, Maria Dębska, Marta Żmuda Trzebiatowska oraz Eryk Lubos.
15 października 2021 roku rozpoczęto zdjęcia do drugiego sezonu. Do obsady dołączyli Jarosław Boberek i Michał Mikołajczak.
W czerwcu 2022 roku kierownictwo Polsatu poinformowało o odłożeniu emisji drugiej serii z uwagi na fakt, że serial powstaje na rosyjskiej licencji, a Rosja dokonała inwazji zbrojnej na Ukrainę. Ostatecznie seria pojawiła się w serwisie Polsat Box Go jesienią tego samego roku, czyli w sezonie, w którym odcinki miałyby pojawiać się na antenie stacji (lecz z miesięcznym opóźnieniem).